# Конгіганак (Аляска)
Конгіганак (англ. Kongiganak) — переписна місцевість (CDP) в США, в окрузі Бетел штату Аляска. Населення — 486 осіб (2020).

## Географія
Конгіганак розташований за координатами 59°57′52″ пн. ш. 162°52′58″ зх. д. / 59.96444° пн. ш. 162.88278° зх. д. (59.964458, -162.882863).  За даними Бюро перепису населення США в 2010 році переписна місцевість мала площу 5,15 км², з яких 4,87 км² — суходіл та 0,28 км² — водойми.

## Демографія
Згідно з переписом 2010 року, у переписній місцевості мешкало 439 осіб у 94 домогосподарствах у складі 83 родин. Густота населення становила 85 осіб/км².  Було 102 помешкання (20/км²).
Расовий склад населення:
| - 95,7 % — корінних американців - 2,1 % — білих |

До двох чи більше рас належало 2,3 %. Частка іспаномовних становила 1,8 % від усіх жителів.
За віковим діапазоном населення розподілялося таким чином: 40,1 % — особи молодші 18 років, 53,3 % — особи у віці 18—64 років, 6,6 % — особи у віці 65 років та старші. Медіана віку мешканця становила 23,9 року. На 100 осіб жіночої статі у переписній місцевості припадало 117,3 чоловіків;  на 100 жінок у віці від 18 років та старших — 121,0 чоловіків також старших 18 років.
Середній дохід на одне домашнє господарство  становив 41 328 доларів США (медіана — 37 679), а середній дохід на одну сім'ю — 43 751 долар (медіана — 38 929). Медіана доходів становила 16 250 доларів для чоловіків та 31 250 доларів для жінок. За межею бідності перебувало 26,2 % осіб, у тому числі 31,2 % дітей у віці до 18 років та 0,0 % осіб у віці 65 років та старших.
Цивільне працевлаштоване населення становило 113 осіб. Основні галузі зайнятості: освіта, охорона здоров'я та соціальна допомога — 35,4 %, публічна адміністрація — 20,4 %, роздрібна торгівля — 18,6 %.